# Minimundus

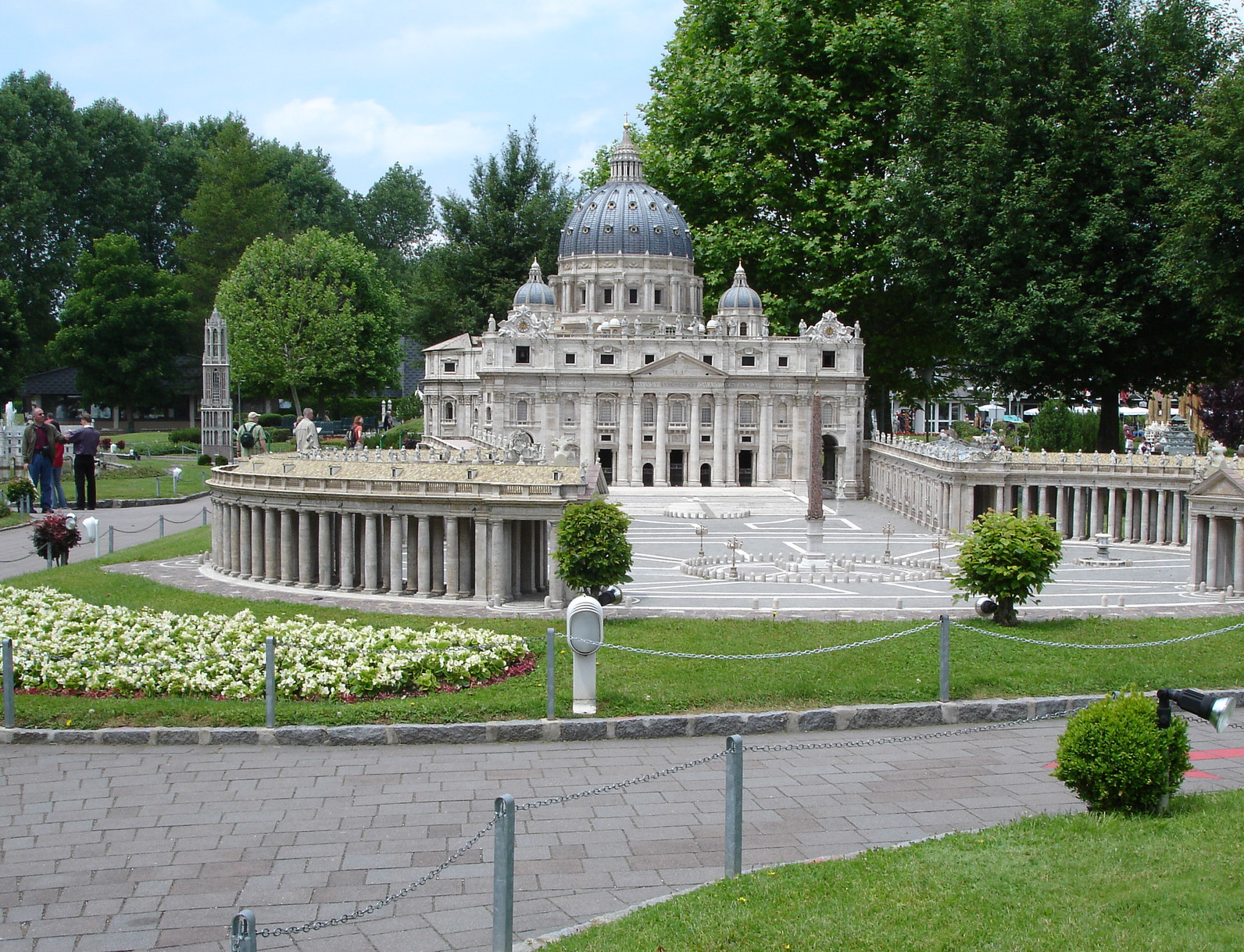
De Sint-Pietersbasiliek, een van de grootste bouwwerken in Minimundus

Minimundus is een miniatuurpark in Klagenfurt, Oostenrijk. In het park staan vele bekende gebouwen uit de hele wereld op een schaal van 1:25. Het park werd in 1958 geopend als Minieurop. 
Zo staan er onder andere: De CN Tower uit Toronto en de Eiffeltoren. In het park is ook een Planetarium en een Reptielenzoo. Ook zijn er enkele Nederlandse gebouwen.
In het park vindt men het stadhuis van Venlo in miniatuur, dat komt doordat Klagenfurt een partnerstad van Venlo was tot 2010.